# 297P/Beshore
297P/Beshore, aussi nommée Beshore 1, est une comète périodique du système solaire, découverte le 6 mai 2008 par Ed Beshore.